# Tòa nhà trôi dạt
Tòa nhà trôi dạt (Nhật: 雨を告げる漂流団地 Hepburn: Ame wo Tsugeru Hyôryû Danchi, dịch: Khu chung cư trôi dạt) là một bộ phim điện ảnh hoạt hình Nhật Bản thuộc thể loại chính kịch  do Ishida Hiroyasu đạo diễn, và Mori Hayashi viết kịch bản. Phim do Studio Colorido sản xuất với Netflix và Twin Engine đồng phát hành. Mảng thiết kế nhân vật do Nagae Akihiro thực hiện, phần hoạt hình do Watanabe Akiko chịu trách nhiệm, còn Abe Umitarō phụ trách phần nhạc phim. Bộ phim kể về Kosuke và Natsume — những học sinh lớp 6 trở thành bạn bè với nhau từ khi còn nhỏ — vào một ngày trong kỳ nghỉ hè, họ đến một khu nhà ở dự kiến sẽ bị phá bỏ, sau đó họ gặp những hiện tượng kỳ lạ khiến họ bị trôi dạt ra đại dương. Phim công chiếu lần đầu vào ngày 16 tháng 9 năm 2022 qua nền tảng Netflix bằng tiếng Nhật, được hỗ trợ phụ đề tiếng Việt và một số rạp chiếu phim ở Nhật Bản.

## Nội dung
Trong kỳ nghỉ hè, Tonai Natsume lẻn vào một khu chung cư vô chủ, nơi cô và bạn học Kumagaya Kōsuke lớn lên cùng nhau. Trong khi đó, Kōsuke cũng đén khu chung cư cùng hai người bạn Taishi và Yuzuru vì họ muốn tìm ma cho một dự án ở trường. Họ vô tình gặp Natsume và một cuộc cãi vả xảy ra vì cô và Kōsuke đã ghét nhau trong một thời gian dài. Điều này được Reina và Juri chú ý, họ đến do Reina ghen tị với mối quan hệ thân thiết của Natsume với Kōsuke. Khi cuộc cãi vả căng thẳng, cả nhóm cùng toàn bộ ngôi nhà bị đưa ra biển sau trận mưa như trút nước. Xung quanh chỉ có nước và khu chung cư dường như nổi. Thỉnh thoảng những tòa nhà bỏ hoang khác trôi qua và cả nhóm không biết làm thế nào để trở về nhà. Trong khi khám phá khu chung cư, họ gặp cậu bé cao lớn bí ẩn Noppo. Natsume nói rằng cô từng gặp anh ấy ở đây, nhưng những người khác không tin cô.
Khi nguồn cung cấp đồ ăn dần cạn kiệt, Kōsuke ném một sợi dây đến một tòa nhà trôi ngang qua và có gắng tìm thức ăn ở đó. Natsume đi cùng cậu và dần dần họ nhận ra rằng họ phải hỗ trợ nhau trong tình huống này. Nhưng họ vẫn không biết mình thực sự đang ở đâu và làm cách nào để về nhà. Ngày càng có nhiều tòa nhà trôi qua, cả nhóm nhận ra đó là những tòa nhà lâu đời đã bị phá hủy trong quá khứ. Những ký ức đau buồn được đánh thức và dần dần Natsume và Kōsuke đã nhớ lại. Natsume có cha mẹ thường xuyên cãi nhau, cô đã tìm nơi ẩn náu với Kōsuke ở nhà ông của cậu. Nhưng khi ông qua đời, Kōsuke không thể chào tạm biệt ông đàng hoàng vì hai đứa trẻ đã cãi nhau. Điều này gây căng thẳng cho mối quan hệ của họ kể từ đó và họ chỉ có thể dần tha thứ cho nhau. Trong khi đó, ngôi nhà ngày càng chìm sâu xuống biển, một số bạn học của họ bị thương và tình trạng ngày càng nguy hiểm. Noppo xuất hiện những thay đổi kỳ lạ trên cơ thể. Cả nhóm nhận ra rằng anh là linh hồn của tòa nhà và họ đã chuyển đến thế giới này cùng với anh.
Trong một cơn bão đến gần, ngôi nhà sắp chìm, họ muốn rời khỏi Noppo để không bị chìm theo nó. Tuy nhiên, Natsume không thể chia tay Noppo và ngôi nhà mà cô có rất nhiều kỷ niệm vui vẻ với Kōsuke và ông của cậu. Cô ở lại, nhưng những người bạn đổi ý và quay lại với cô. Với sự trợ giúp từ linh hồn một công viên cũ, cả nhóm cứu khu chung cư khỏi bị chìm. Cuối cùng, cơn bão cũng đi qua và họ đến vùng đất có nhiều tòa nhà bỏ hoang, nơi những linh hồn dừng chân. Noppo thấy định mệnh của mình đã đến và rời bỏ bạn bè của mình. Cả nhóm trôi dạt cùng tòa nhà và cuối cùng được đưa trở lại thế giới của họ, nơi họ thấy mình đang đứng trên khu chung cư bị bị phá hủy.

## Nhân vật
| Nhân vật                    | Lồng tiếng       |
| --------------------------- | ---------------- |
| Kumagaya Kousuke (熊谷航祐) | Tamura Mutsumi   |
| Tonai Natsume (兎内夏芽)    | Seto Asami       |
| Noppo (のっぽ)              | Murase Ayumu     |
| Tachibana Yuzuru (橘譲)     | Yamashita Daiki  |
| Koiwai Taishi (小祝太志)    | Kobayashi Yumiko |
| Haba Reina (羽馬令依菜)     | Minase Inori     |
| Andou Juri (安藤珠理)       | Hanazawa Kana    |
| Tonai Satoko (兎内里子)     | Mizuki Nana      |
| Kumagaya Yasuji (熊谷安次)  | Shimada Bin      |

## Sản xuất
Đây là tác phẩm phim hoạt hình điện ảnh thứ ba của Studio Colorido sau Xa lộ Chim cánh cụt và Khi muốn khóc, tôi đeo mặt nạ mèo. Phim do Ishida Hiroyasu đạo diễn, trước đó ông ra mắt bộ phim đầu tiên ở tuổi 29 - Xa lộ Chim cánh cụt, là bộ phim điện ảnh thứ hai của ông. Ngoài ra, Hiroshi Akira và Kato Fumi, những người đã tham gia hai tác phẩm trước đó với tư cách đạo diễn hoạt hình, sẽ đảm nhận vai trò thiết kế nhân vật và trợ lý thiết kế nhân vật.
Đạo diễn Ishida nhận xét: "Đó là một bộ phim đặt rất nhiều suy nghĩ về khu chung cư, đến nỗi nó được đặt ở tiêu đề. Đây có lẽ là một điều kỳ quặc đối với một bộ phim anime thuộc thể loại này. Đó cũng là một thách thức đối với tôi. […] Đau khổ, lo lắng, và vẫn tin tưởng!"
Vào ngày 25 tháng 9 năm 2021, việc sản xuất phim đã được công bố tại sự kiện Netflix "TUDUM: A NETFLIX GLOBAL FAN EVENT", áp phích và đoạn giới thiệu phim đã được phát hành cùng ngày.